# Haumania liebrechtsiana
Haumania liebrechtsiana är en strimbladsväxtart som först beskrevs av De Wild. och Théophile Alexis Durand, och fick sitt nu gällande namn av Jean Joseph Gustave Léonard. Haumania liebrechtsiana ingår i släktet Haumania och familjen strimbladsväxter. Inga underarter finns listade.